# 大阪大学附属図書館
大阪大学附属図書館（おおさかだいがくふぞくとしょかん、英: The University of Osaka Library）は、大阪府の大阪大学構内にある大学図書館の総称。

## 概要
1931年（昭和6年）に大阪帝国大学の創立と同時に設置。大学の理念・目標に基づき、世界最先端の研究・教育の実現に不可欠な全学的組織として学術情報基盤を完備した知の拠点として運営され、学術情報、利用者支援サービス、および豊かな学習・教育・研究環境を、学内者や地域社会の利用者に広く提供し、学内各組織と協力し、 学外の学術機関とも積極的に交流して、学術活動の進歩に奉仕することを理念とする。

## 施設
学内には、附属図書館4館を含め約30の図書室・資料室がある。附属図書館の詳細については後述。

### 豊中キャンパス
- 総合図書館
- 文学研究科研究推進室
- 法学研究科資料室
- 経済学研究科資料室
- 経済学研究科 経済史経営史資料室
- 国際公共政策研究科ライブラリー
- 理学研究科 情報資料室
- 理学研究科 数学図書室

### 吹田キャンパス
- 生命科学図書館
- 理工学図書館
- 人間科学研究科図書室
- 蛋白質研究所図書室
- 産業科学研究所図書室
- 薬学研究科自習室
- 微生物病研究所資料室
- 社会経済研究所図書室
- 工学研究科 化学系共通図書室
- 工学研究科 マテリアル生産科学図書室
- 工学研究科 船舶海洋図書室
- 工学研究科 社会基盤建築図書室
- 接合科学研究所 図書室
- レーザー科学研究所図書室
- サイバーメディアセンター 図書資料室
- 核物理研究センター 図書室

### 箕面キャンパス
- 外国学図書館（箕面市立船場図書館）
- 日本語日本文化教育センター図書室

## 沿革
- 1931年（昭和6年）- 大阪帝国大学附属図書館を医学部構内に設置
- 1933年 - 大阪工業大学の国立移管に伴い、工学部図書分室を開設
- 1946年 - 医学部記念会館に移転。医学部・理学部に図書分室開設
- 1947年 - 大阪大学に改称、大阪大学附属図書館となる
- 1948年 - 法文学部図書分室を開設
- 1950年 - 「大阪大学図書館委員会規程」制定
- 1952年 - 図書分室を分館と改称。附属図書館を一般教養部南校へ移転
- 1953年 - 附属図書館を一般教養部北校へ移転
- 1960年
  - 中之島分館竣工、医学部・理学部・歯学部・微生物病研究所・蛋白質研究所・医学部附属病院の各分館を統合し本館第1期完成
  - 教養部北校・南校の両分館を統合移転
- 1970年 - 吹田分館竣工、工学部分館と産業科学研究所分館を統合。本館・3分館(中之島・吹田・薬学部)体制
- 1971年 - 本館増築工事完成開架図書室の大幅拡張
- 1988年 - 学内OPACサービスを開始
- 1989年（平成元年）- CD-ROM情報検索サービスを開始
- 1991年 - 中之島分館が吹田地区に移転
- 1992年 - 中之島分館・薬学部分館・歯学分室を統合し生命科学分館を設置、本館・2分館(生命科学・吹田)体制
- 2000年
  - 本館新営(現A棟)・改修工事が竣工
  - 理学部図書室・基礎工学部図書室を統合
- 2007年 - 大阪外国語大学統合に伴い箕面分館が発足
- 2009年
  - 総合図書館・生命科学図書館・理工学図書館・外国学図書館と図書館名を変更
  - 総合図書館と理工学図書館にラーニング・コモンズ開設
- 2012年
  - 外国学図書館にラーニング・コモンズ「るくす」開設
  - 総合図書館にグローバル・コモンズ開設
- 2014年
  - 生命科学図書館にラーニング・コモンズ開設
  - 総合図書館ラーニング・コモンズ拡充 総合図書館に自動書庫棟完成
- 2015年
  - 理工学図書館東館に新ラーニング・コモンズ開設
  - 外国学図書館にAVライブラリー移転、AVコモンズ開設
- 2016年 - 生命科学図書館ラーニング・コモンズ拡充
- 2020年 - 理工学図書館西館のラーニング・コモンズにネーミングライツ導入
- 2021年 - 外国学図書館が箕面市の船場地区に移転[6]（箕面キャンパスの移転に伴い新キャンパスに隣接する箕面市の複合公共施設内に開設[注釈 2]）
- 2022年 - 理工学図書館東館のラーニング・コモンズにネーミングライツ導入（附属図書館としては2件目）[3]

## 総合図書館
|        | 平日        | 土曜日       | 日曜日・祝日 |
| ------ | ----------- | ------------ | ------------ |
| 授業期 | 8:00〜22:00 | 10:00〜19:00 | 10:00〜19:00 |
| 休業期 | 9:00〜19:00 | 10:00〜17:00 | 休館         |

## 生命科学図書館
|        | 平日                               | 土曜日・日曜日 | 祝日                        |
| ------ | ---------------------------------- | -------------- | --------------------------- |
| 授業期 | 9:00〜21:00（試験期は9:00〜22:00） | 10:00〜17:00   | 休館（2月のみ10:00〜17:00） |
| 休業期 | 9:00〜17:00                        | 休館           | 休館                        |

## 理工学図書館
|        | 平日                              | 土曜日・日曜日 | 祝日         |
| ------ | --------------------------------- | -------------- | ------------ |
| 授業期 | 9:00〜22:00                       | 10:00〜19:00   | 10:00〜17:00 |
| 休業期 | 9:00〜17:00（8月のみ10:00〜2100） | 休館           | 休館         |

## 外国学図書館（箕面市立船場図書館）
|                                   | 平日        | 土曜日・日曜日・祝日 |
| --------------------------------- | ----------- | -------------------- |
| 通常                              | 9:00〜20:00 | 10:00〜17:00         |
| 書架整理点検期間 12月29日～1月3日 | 休館        | 休館                 |